# Johann Wilhelm Fuhrmann
Johann Wilhelm Fuhrmann (* 9. November 1750 in Ostramondra; † 27. August 1780 in Stralendorf) war ein deutscher evangelischer Geistlicher und Hochschullehrer.

## Leben

### Ausbildung
Johann Wilhelm Fuhrmann studierte und promovierte 1775 an der Universität Leipzig zum Magister der Theologie.

### Werdegang
In der Zeit von 1778 bis 1779 war er außerordentlicher Professor für Theologie und von 1779 bis 1780 ordentlicher Professor für Alttestamentliche und Neutestamentliche Exegese an der Theologischen Fakultät der Universität Kiel.
Um sich gesundheitlich zu erholen, reiste er in das mecklenburgische Stralendorf und verstarb dort. Sein Nachfolger auf dem Lehrstuhl wurde Jacob Christoph Rudolph Eckermann.

### Theologisches Wirken
Johann Wilhelm Fuhrmann beschäftigte sich in seinen Vorlesungen hauptsächlich mit der Hermeneutik des Neuen Testaments. Er erklärte die Apostelgeschichte, das Evangelium Johannis, die Briefe Pauli an die Römer, Korinther und Galater und gab in einem besonderen Kollegium eine kritische Übersicht der neutestamentlichen Schriften. Auch mit der Exegese des Alten Testaments, besonders den historischen Büchern, beschäftigte er sich. Er las außerdem über römische Altertumskunde und über einzelne Abschnitte aus Livius, Sueton, Lucian und Sophokles.
In seinen Arbeiten über die paulinischen Briefe zeigte er 1778 in seiner Schrift Subtilitatem interpretis N. T. in verborum notionibus ex contexta oratione definiendis commendat an Beispielen auf, wie Kontext und Wortbedeutung aufeinander bezogen ist.

## Schriften (Auswahl)
- Ferdinand Friedrich Gräfenhain; Johann Wilhelm Fuhrmann: De interpretationibus Novi Testamenti argutis magis quam veris dissertatio. Lipsia, Langenheim, 1774.
- De concinnitate in Epistola Paulli ad Romanos; Joanni Augusto Wolfio munus Diaconi ad aedem novam gratulatur amicorum focietas. Lips. 1776.
- Viro excellentissimo amplissimo doctissimo Ioanni Carolo Zeunio nuptias cum virgine ornatissima Eleonora Christ. Dorothea Eschenbachia viri honestissimi Io. Michaelis Mauritii Eschenbachii filia natu minore gratulatur Societas philobiblica Lipsiensis interprete Ioanne Guilielmo Fuhrmanno: Disseritur de subtilitate Paulli in argumentis tractandis. Lips. 1777.
- Progr. Subtilitatem interpretis N. T. in verborum notionibus ex contexta oratione definiendis commendat. Kilonii 1778.